# Michael Cherney

Michael Cherney (también conocido como Mikhail Chernoy o Mijail Chernoi) nació el 16 de enero de 1952 en Uzbekistán y es un empresario israelí conocido por el papel significativo que jugó en la década de los noventa en la industria del aluminio en Rusia. Es también el fundador de la Fundación Michael Cherney.

## Biografía
Cherney nació en Taskent, hijo de una contable y un ingeniero, a quien constantemente acompañaba a realizar trabajos menores. Después del instituto fue reclutado por el Ejército Soviético y asistió a una universidad técnica.

### Negocios
Michael Cherney alcanzó el éxito en los negocios tras asociarse con el empresario americo-ucraniano Sam Kislin, para fundar la empresa Transcommodities en 1991. Tan sólo en el primer año Cherney obtuvo ganancias del orden de dos millones de dólares. En la década de los noventa, Cherney fue requerido por el entonces Ministro de Metalúrgica para que suministrara carbón y coque a las fábricas rusas. Cherney suministró unas cien toneladas de carbón polaco con lo cual prácticamente resucitó la economía rusa.
Hacia 1994 Cherney y sus socios producían utilidades millonarias y fueron actores significativos en el proceso de privatización de las fábricas de la antigua Unión Soviética. Esto hizo que Cherney recibiera presiones de diversos sectores y finalmente, después de que uno de sus socios recibiera una brutal golpiza, decidió emigrar a Israel en 1994. Desde entonces ha manejado sus negocios desde ese país.

## Campaña de desprestigio
Varios medios de comunicación, entre ellos The Guardian, han reportado que contra Michael Cherney existe una campaña de desprestigio. Se han publicado numerosos artículos relacionándole con diferentes actividades criminales y sin embargo nunca se le ha encontrado culpable de nada. Tanto así que un tribunal Suizo no sólo le exoneró sino que le dio una indemnización por las investigaciones que se le hicieron durante diez años y el perjuicio que significaron para su buen nombre. De acuerdo con la legislación suiza, la compensación por daños morales no puede exceder los 10 000 francos suizos, salvo contadas excepciones en "circunstancias especiales". Tal fue el caso de Cherney, a quien le fue entregada una indemnización de 30 000 francos suizos en parte por la gravedad de las acusaciones, y en parte porque la investigación se prolongó por casi 11 años.
Actualmente Michael Cherney tiene un proceso abierto ante la justicia española, basado en el testimonio de Jalol Haidarov. El libro Palabra de Vor asegura que Haidarov es el testigo estrella en el caso y que tan importante es su testimonio para inculpar a Cherney que ha sido amenazado en varias oportunidades por éste. Sin embargo la cadena de noticias IzRus reportó en enero de 2011 que Cherney y Haidarov fueron vistos cenando amistosamente en el hotel Hilton de Tel Aviv lo cual ha generado serias dudas sobre la confiabilidad del testimonio de Haidarov.
Para defenderse de los ataques a su honra y buen nombre Cherney ha abierto páginas web en varios idiomas explicando su versión de las acusaciones. La página en español https://web.archive.org/web/20160110212036/http://michaelcherney.es/ fue lanzada en abril de 2011.